# Овнатанов, Гурген Томасович
Гурген Томасович Овнатанов — советский хозяйственный деятель.

## Биография
Родился в 1907 году в Баку. Член КПСС.
Окончил Бакинский нефтяной институт.
В 1929—1946 гг. — инженер и главный инженер треста «Лениннефть».
В 1946—1948 гг. — заместитель начальника отдела разработки недр Сибири Министерства нефтяной промышленности СССР.
В 1948—1951 гг. — главный инженер Азнефти.
За коренную реконструкцию глубоконасосного метода добычи нефти был в составе коллектива удостоен Сталинской премии 1950 года.
В 1951—1959 гг. — главный специалист Главного управления Министерства нефтяной промышленности СССР.
В 1959—1983 гг. — заведующий лабораторией по обработке пласта нефтяных и газовых месторождений ВНИГНИ.
Умер в 1988 году в Москве.

## Награды
- Орден Ленина
- Орден Трудового Красного Знамени (дважды)